# Trophée F.-G.-« Teddy »-Oke
Le trophée F.-G.-« Teddy »-Oke est attribué annuellement au vainqueur de la saison régulière dans la division Nord de la Ligue américaine de hockey. C'est un des plus anciens trophées du hockey sur glace professionnel d'Amérique du Nord, le plus ancien de la LAH. Sa création date de la ligue canadienne professionnelle de hockey .

## Vainqueurs

### Ligue Professionnelle Canadienne
- 1926-1927 - Panthers de London
- 1927-1928 - Nationals de Stratford
- 1928-1929 - Bulldogs de Windsor

### Ligue internationale
- 1929-1930 - Indians de Cleveland
- 1930-1931 - Bulldogs de Windsor
- 1931-1932 - Bisons de Buffalo
- 1932-1933 - Bisons de Buffalo
- 1933-1934 - Tecumsehs de London
- 1934-1935 - Olympics de Detroit
- 1935-1936 - Olympics de Detroit

### Division Ouest
- 1936-1937 - Stars de Syracuse
- 1937-1938 - Barons de Cleveland
- 1938-1939 - Bears de Hershey
- 1939-1940 - Capitals d'Indianapolis
- 1940-1941 - Barons de Cleveland
- 1941-1942 - Capitals d'Indianapolis
- 1942-1943 - Bisons de Buffalo
- 1943-1944 - Barons de Cleveland
- 1944-1945 - Barons de Cleveland
- 1945-1946 - Capitals d'Indianapolis
- 1946-1947 - Barons de Cleveland
- 1947-1948 - Barons de Cleveland
- 1948-1949 - Flyers de Saint-Louis
- 1949-1950 - Barons de Cleveland
- 1950-1951 - Barons de Cleveland
- 1951-1952 - Hornets de Pittsburgh

### Ligue américaine de hockey
- 1952-1953 - Barons de Cleveland
- 1953-1954 - Bisons de Buffalo
- 1954-1955 - Hornets de Pittsburgh
- 1955-1956 - Reds de Providence
- 1956-1957 - Reds de Providence
- 1957-1958 - Bears de Hershey
- 1958-1959 - Bisons de Buffalo
- 1959-1960 - Indians de Springfield
- 1960-1961 - Indians de Springfield

### Division Est
- 1961-1962 - Indians de Springfield
- 1962-1963 - Reds de Providence
- 1963-1964 - As de Québec
- 1964-1965 - As de Québec
- 1965-1966 - As de Québec
- 1966-1967 - Bears de Hershey
- 1967-1968 - Bears de Hershey
- 1968-1969 - Bears de Hershey
- 1969-1970 - Voyageurs de Montréal
- 1970-1971 - Reds de Providence
- 1971-1972 - Braves de Boston
- 1972-1973 - Voyageurs de la Nouvelle-Écosse

### Division Nord
- 1973-1974 - Americans de Rochester
- 1974-1975 - Reds de Providence
- 1975-1976 - Voyageurs de la Nouvelle-Écosse

### Ligue américaine de hockey
- 1976-1977 - Voyageurs de la Nouvelle-Écosse

### Division Nord
- 1977-1978 - Mariners du Maine
- 1978-1979 - Mariners du Maine
- 1979-1980 - Hawks du Nouveau-Brunswick
- 1980-1981 - Mariners du Maine
- 1981-1982 - Hawks du Nouveau-Brunswick
- 1982-1983 - Express de Fredericton
- 1983-1984 - Express de Fredericton
- 1984-1985 - Mariners du Maine
- 1985-1986 - Red Wings de l'Adirondack
- 1986-1987 - Canadiens de Sherbrooke
- 1987-1988 - Mariners du Maine
- 1988-1989 - Canadiens de Sherbrooke
- 1989-1990 - Canadiens de Sherbrooke
- 1990-1991 - Indians de Springfield
- 1991-1992 - Indians de Springfield
- 1992-1993 - Bruins de Providence
- 1993-1994 - Red Wings de l'Adirondack
- 1994-1995 - River Rats d'Albany
- 1995-1996 - Falcons de Springfield

### Division New England
- 1996-1997 - IceCats de Worcester
- 1997-1998 - Falcons de Springfield
- 1998-1999 - Bruins de Providence
- 1999-2000 - Wolf Pack de Hartford
- 2000-2001 - IceCats de Worcester

### Division Est
- 2001-2002 - Sound Tigers de Bridgeport
- 2002-2003 - Senators de Binghamton
- 2003-2004 - Phantoms de Philadelphie
- 2004-2005 - Senators de Binghamton
- 2005-2006 - Penguins de Wilkes-Barre/Scranton
- 2006-2007 - Bears de Hershey
- 2007-2008 - Penguins de Wilkes-Barre/Scranton
- 2008-2009 - Bears de Hershey
- 2009-2010 - Bears de Hershey
- 2010-2011 - Penguins de Wilkes-Barre/Scranton

### Division Nord-Est
- 2011-2012 - Sound Tigers de Bridgeport
- 2012-2013 - Falcons de Springfield
- 2013-2014 - Falcons de Springfield
- 2014-2015 - Wolf Pack de Hartford

### Division Nord
- 2015-2016 - Marlies de Toronto
- 2016-2017 - Crunch de Syracuse
- 2017-2018 - Marlies de Toronto
- 2018-2019 - Crunch de Syracuse
- 2019-2020 - Senators de Belleville
- 2020-2021 - Bears de Hershey
- 2021-2022 - Comets d'Utica